# Hilialawa (Bawolato)
Hilialawa is een bestuurslaag in het regentschap Nias van de provincie Noord-Sumatra, Indonesië. Hilialawa telt 502 inwoners (volkstelling 2010).